# Pseudopanthera krombholzi
Pseudopanthera krombholzi är en fjärilsart som beskrevs av Sterneck 1931. Pseudopanthera krombholzi ingår i släktet Pseudopanthera och familjen mätare. Inga underarter finns listade.